# Terrain awareness and warning system

## Введение
TAWS (Terrain Awareness and Warning System) — это система предупреждения о местности, предназначенная для повышения безопасности полетов. Она используется для предотвращения столкновений самолетов с землей и другими препятствиями, предоставляя пилотам актуальную информацию о рельефе местности и потенциальных угрозах.
TAWS имеет прямое отношение к GPWS и на самом деле, TAWS можно рассматривать как более современную и продвинутую версию GPWS.

## История TAWS

### Ранние годы
Система TAWS (Terrain Awareness and Warning System) начала формироваться в 1990-х годах, когда количество авиационных происшествий, связанных со столкновениями с землей, стало вызывать серьезную обеспокоенность. Одним из наиболее известных инцидентов, способствовавших разработке таких систем, например катастрофа Boeing 747 на Гуаме в 1997 году. Это привело к необходимости создания технологий, которые могли бы предупреждать пилотов о близости к земле и препятствиям.

### Разработка и внедрение
В начале 2000-х годов различные компании, такие как Honeywell и Rockwell Collins, начали разрабатывать прототипы TAWS. Эти системы использовали данные о высоте, GPS и карты местности, чтобы предоставить пилотам информацию о потенциальных угрозах. К 2005 году FAA и другие международные авиационные организации начали внедрять требования к оборудованию самолетов системами TAWS, что способствовало широкому распространению технологии.

### Стандартизация
В 2008 году в результате анализа безопасности полетов и инцидентов, связанных со столкновениями с землей, ICAO приняла рекомендации по обязательному использованию TAWS на коммерческих самолетах. Это привело к созданию стандартов для различных классов систем, включая Class A и Class B TAWS, в зависимости от типа и веса воздушного судна.

### Современные разработки
С течением времени TAWS продолжала совершенствоваться. Интеграция новых технологий, таких как искусственный интеллект и машинное обучение, позволяет системе более точно анализировать данные и выдавать предупреждения. Новые версии TAWS предлагают улучшенные алгоритмы, которые могут адаптироваться к изменяющимся условиям полета, а также учитывать информацию о погоде и других факторах.